# Perro Negro
«Perro Negro» es una canción del cantante puertorriqueño  Bad Bunny y el cantante colombiano Feid. Fue lanzado el 13 de octubre de 2023 a través de Rimas Entertainment como la pista número diecisiete del quinto álbum de estudio de Bad Bunny, Nadie sabe lo que va a pasar mañana.

## Antecedentes y lanzamiento
Primero se rumoreó que posiblemente podría salir una colaboración entre los dos cantantes, y que sería un éxito. El 9 de octubre de 2023, Bad Bunny anunció su disco Nadie sabe lo que va a pasar mañana, y «Perro negro» se incluyó como la decimonovena pista.

## Visualizador de audio
Se subió un visualizador de audio a YouTube el 13 de octubre de 2023 junto con los otros visualizadores de audio de las canciones que aparecieron en Nadie sabe lo que va a pasar mañana.

## Posicionamiento en listas
| Lista (2023)                        | Mejor posición |
| ----------------------------------- | -------------- |
| Bolivia (Billboard)                 | 2              |
| Canadá (Canadian Hot 100)           | 89             |
| Chile (Billboard)                   | 3              |
| Colombia (Billboard)                | 1              |
| Ecuador (Billboard)                 | 1              |
| Global 200 (Billboard)              | 4              |
| México (Billboard)                  | 4              |
| Perú (Billboard)                    | 1              |
| España (PROMUSICAE)                 | 2              |
| Suiza (Schweizer Hitparade)         | 66             |
| EE. UU. Billboard Hot 100           | 20             |
| EE. UU. Hot Latin Songs (Billboard) | 3              |

## Certificaciones
| País   | Organismo certificador | Certificación | Ventas | Ref.   |
| ------ | ---------------------- | ------------- | ------ | ------ |
| España | PROMUSICAE             | oro           | 30 000 | [ 13 ] |